# Dianthera candicans
La espuela de caballero (Dianthera candicans) es una especie de planta con flores perteneciente a la familia Acanthaceae.

## Distribución y hábitat
El área de distribución nativa de esta especie se extiende desde Arizona y México hasta Vietnam. Crece principalmente en el bioma tropical estacionalmente seco.

## Taxonomía
La especie fue descrita inicialmente como Adhatoda candicans por Christian Gottfried Daniel Nees von Esenbeck y publicada en Prodromus Systematis Naturalis Regni Vegetabilis 11: 396, en 1847, hoy en día es tanto un sinónimo como el basónimo de esta. Posteriormente, sería transferida al género Justicia por Lyman David Benson en Trees & Shrubs of Southwest Deserts ed. 3: 218, en 1981, nombre científico que también es un sinónimo de esta actualmente; y ulteriormente, sería transferida al género Dianthera por George Bentham y Joseph Dalton Hooker y tanto publicada como validada por William Botting Hemsley en Biologia Centrali-Americana; Botany 2(12): 517, en 1882.

#### Etimología
Véase: Dianthera
candicans: epíteto latino que significa "que se vuelve blanco".